# Catherine McClements
Catherine McClements est une actrice australienne née en 1965 à Melbourne. Elle est diplômée de l'Institut National d'Art Dramatique en 1985, aux côtés, entre autres, de Baz Luhrmann. Elle partage sa vie avec l'acteur australien Jacek Koman qui a joué avec elle dans Nos vies secrètes puis dans Miss Fisher nouvelles enquêtes.

## Filmographie
| Films                                       | Années    | Personnages                      |
| ------------------------------------------- | --------- | -------------------------------- |
| Just Us (TV movie)                          | 1986      | Jessica Taylor                   |
| My Brother Tom (TV mini series)             | 1986      | Margaret 'Peggy' McGibbon        |
| The Right Hand Man (film)                   | 1987      | Sarah Redbridge                  |
| Struck by Lightning (film)                  | 1990      | Jill McHugh                      |
| Weekend with Kate (film)                    | 1990      | Kate Muir                        |
| Redheads (film)                             | 1992      | Diana Ferraro                    |
| The Girl from Tomorrow: Tomorrow's End (TV) | 1993      | Lorien                           |
| G.P. (TV)                                   | 1993      | Heather Ryan                     |
| Brigade des mers (TV)                       | 1996–1999 | Rachel Goldstein                 |
| Waiting at the Royal (TV movie)             | 2000      | Dinny Weston                     |
| Better Than Sex (film)                      | 2000      | Sam                              |
| The Secret Life of Us (TV)                  | 2001–2002 | Carmen                           |
| After the Deluge (TV movie)                 | 2003      | Nikki Kirby                      |
| Floodhouse (film)                           | 2003      | Ava                              |
| CrashBurn (TV)                              | 2003      | Rosie Harfield                   |
| Mary Bryant (TV movie)                      | 2005      | Marleen                          |
| Call Me Mum (TV movie)                      | 2006      | Kate                             |
| Sexy Thing (film)                           | 2006      | Mum                              |
| Real Stories (TV)                           | 2006      | Jillian                          |
| Fast Lane (film)                            | 2007      | Louise                           |
| Emerald Falls (TV movie)                    | 2008      | Rosalie Bailey                   |
| Rush (TV)                                   | 2008–2011 | Kerry Vincent                    |
| Tangle (TV)                                 | 2009–2012 | Christine Williams               |
| The Pacific (TV)                            | 2010      | Catherine Leckie                 |
| Wentworth (TV)                              | 2013      | Meg Jackson                      |
| The Broken Shore (TV movie)                 | 2013–14   | Erica Burgouyne                  |
| The Menkoff Method (film)                   | 2014      | Majorie                          |
| The Time of Our Lives (TV)                  | 2014      | Diana                            |
| The Beautiful Lie (TV)                      | 2015      | Tess du Pont                     |
| Rake (TV)                                   | 2016      | Julie                            |
| Sisters                                     | 2017      | Genevieve                        |
| Ms Fisher's Modern Murder Mysteries (TV)    | 2019      | Birdie Birnside                  |
| Return to Paradise (TV)                     | 2024      | Senior Sergeant Philomena Strong |